# 那顺孟和
那顺孟和（1957年11月—），内蒙古巴林右旗人。男，蒙古族。1976年4月参加工作，1985年2月加入中国共产党。内蒙古大学经济管理专业毕业，大学专科学历。中华人民共和国政治人物。

## 生平
曾任内蒙古自治区巴林右旗副旗长、旗委副书记、旗长；内蒙古自治区计划委员会副主任、自治区发展计划委员会副主任；中共通辽市委副书记、代市长、市长、市委书记，巴彦淖尔市委书记等职。2011年11月，任中共内蒙古自治区党委常委兼呼和浩特市委书记。2016年11月1日，不再担任中共内蒙古自治区党委常委、中共呼和浩特市委书记。2017年1月，当选为内蒙古自治区第十二届人民代表大会常务委员会副主任。2018年3月，当选为全国人大民族委员会副主任委员。2022年1月，卸任内蒙古自治区人大常委会副主任。